# 篠崎澪
篠崎澪（日语：／ Shinozaki Mio，1991年9月12日—），日本女子篮球运动员，2015年亚洲女子篮球锦标赛金牌得主、2018年亚洲运动会女子篮球铜牌得主、2019年亚洲杯三人篮球赛女子铜牌得主。